# 塔特峰
78°38′S 159°31′E / 78.633°S 159.517°E
塔特峰（英語：Tate Peak）是南極洲的山峰，位於奧次地，處於埃斯克萊德峰以東3.7公里，海拔高度1,885米，以美國海軍上尉命名，現時由南極條約體系管理。
 本条目引用的公有领域材料来自美国地质调查局的文档 《塔特峰》 （資料來自地名信息系统）。